# Hrabstwo Taos
Hrabstwo Taos (ang. Taos County) – hrabstwo w stanie Nowy Meksyk w Stanach Zjednoczonych.
W hrabstwie tym znajduje się wiele z najwyższych szczytów Nowego Meksyku.

## Sąsiednie hrabstwa
- Hrabstwo Rio Arriba – zachód
- Hrabstwo Mora – południowy wschód
- Hrabstwo Colfax – wschód
- Hrabstwo Costilla, Kolorado – północ
- Hrabstwo Conejos, Kolorado – północny zachód

## Miasta
- Red River
- Taos

## Wsie
- Questa
- Taos Ski Valley

## CDP
- Arroyo Hondo
- Arroyo Seco
- Chamisal
- Costilla
- Peñasco
- Picuris Pueblo
- Ranchos de Taos
- Rio Lucio
- San Cristóbal
- Taos Pueblo
- Vadito

## Demografia
W 2020 roku, w hrabstwie 87,9% mieszkańców stanowiła ludność biała (35,8% nie licząc Latynosów), 7,5% to rdzenna ludność Ameryki, 2,7% miało rasę mieszaną, 1,0% to byli Azjaci, 0,9% to byli czarnoskórzy Amerykanie lub Afroamerykanie i 0,1% pochodziło z wysp Pacyfiku. Latynosi stanowili 56,5% ludności hrabstwa.

## Religia
Pod względem religijnym w 2010 roku większość mieszkańców hrabstwa to katolicy (54,6%). Następnie co najmniej kilka procent populacji było związana z kościołami ewangelikalnymi. Mniejsze grona wyznawców mieli także mormoni (1,8%), buddyści (1,3%), hinduiści (1,1%), anglikanie (1,0%), muzułmanie (0,94%), prezbiterianie (0,69%), świadkowie Jehowy (3 zbory) i inni.